# Falsosophronica
Falsosophronica is een kevergeslacht uit de familie van de boktorren (Cerambycidae). De wetenschappelijke naam van het geslacht werd voor het eerst geldig gepubliceerd in 1952 door Breuning.

## Soorten
Falsosophronica is monotypisch en omvat slechts de volgende soort:
- Falsosophronica fuscobrunnea Breuning, 1952